# Bahadur Xah II

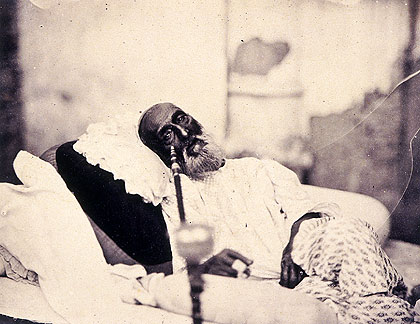
Imatge de Bahadur Xah II l'any 1858, just abans de marxar a l'exili a Yangon.

Abu-l-Muzaffar Siraj-ad-Din Muhàmmad Bahadur Xah o Bahadur Xah II (24 d'octubre de 1775-7 de novembre de 1862) fou el darrer emperador mogol de l'Índia (1837-1857), regnant sota dependència de la Companyia Britànica de les Índies Orientals. Era fill d'Àkbar Xah II (1806-1837) i de Lal Bai. Va succeir al seu pare al morir aquest el 1837. No va tenir cap participació rellevant al poder, fins que l'11 de maig de 1857 Delhi fou ocupada per tropes rebels que venien de Meerut; Bahadur Xah II, amb 82 anys, va haver d'acceptar forçat per les circumstàncies d'esdevenir el cap nominal de la revolució. Quan al cap de quatre mesos Delhi fou atacada pels britànics, es va retirar junt amb la seva dona Zinat Mahal i el seu fill Mirza Jewan Bakht, a la tomba d'Humayun (setembre del 1857) i es va rendir al tinent britànic Hodson, contra garantia de salvar la vida. Fou sotmès a judici i enviat en exili a Yangon (Birmània) on va morir. Els seus fills foren executats.

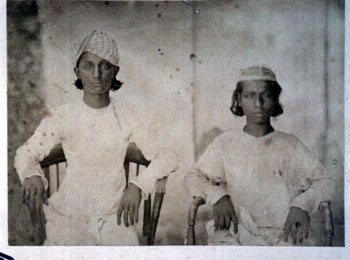
Fills de Bahadur Xah II, d'esquerra a dreta Jawan Bakht i Mirza Xah Abbas (il·legítim).